# Mutt and Jeff

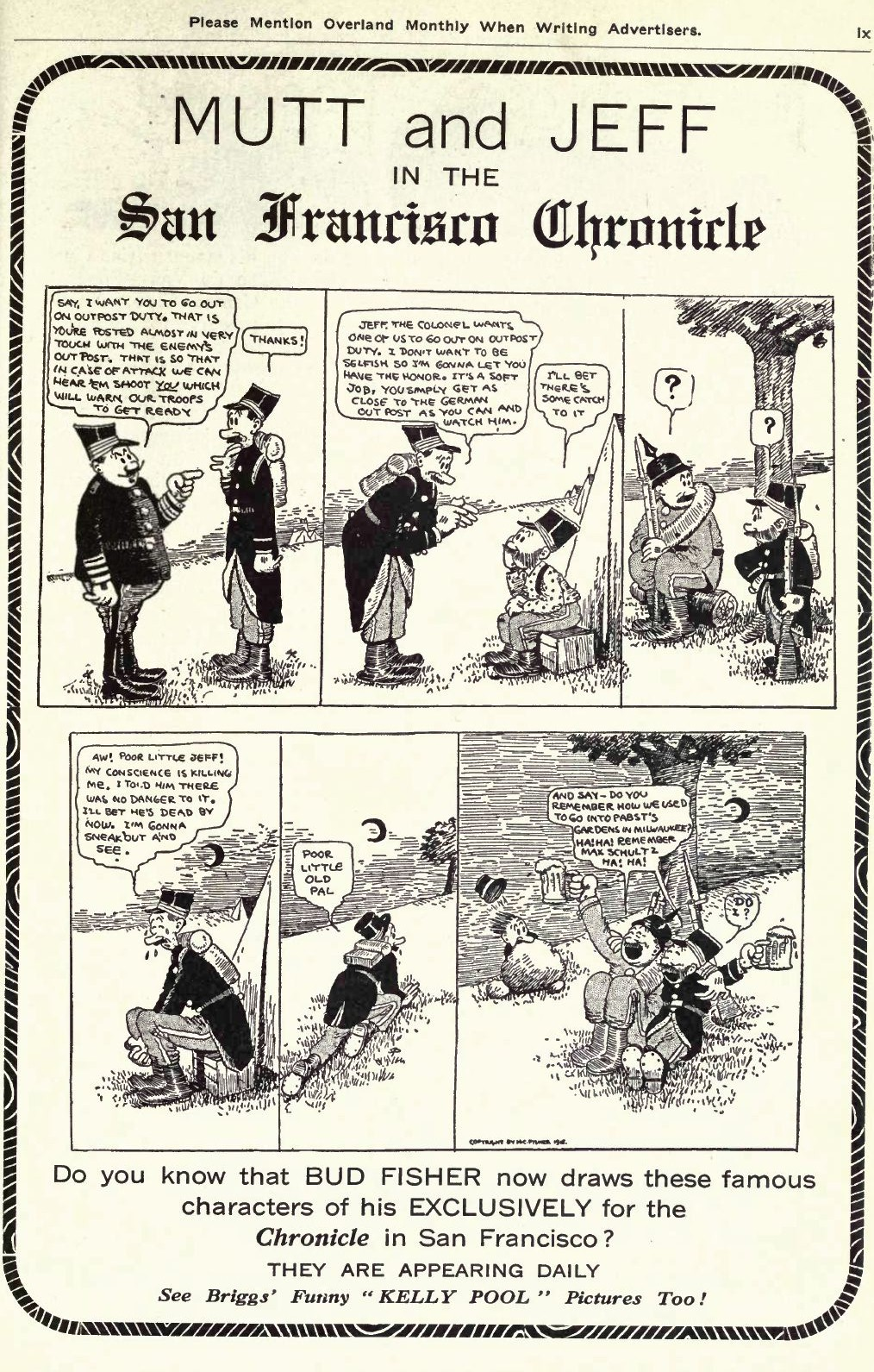
Werbung für den Comicstrip aus dem Jahr 1916

Mutt and Jeff war ein Comicstrip, der von Bud Fisher im Jahr 1907 unter dem Titel A. Mutt gestartet wurde. Der Strip hielt sich 75 Jahre lang, wurde von mehreren Zeichnern fortgesetzt und war Grundlage für mehrere hundert Verfilmungen.

## Inhalt
Anfangs ging es bei den Comics um Augustus Mutt, der leidenschaftlich gerne auf Pferde wettet und meistens verliert. Clou der Geschichten war, dass es sich um reelle Pferde handelte, die am Tag des Erscheinens des jeweiligen Strips starten sollten; daher erschien der Strip auf der Sportseite des San Francisco Chronicle. Die Figur des ehemaligen Boxers Jeffrey alias Jeff tauchte zum ersten Mal am 27. März 1908 auf, als Mutt ihn in einem Irrenhaus traf. Ab 1910 wurde Jeff fester Bestandteil des Comics; ab 1916 tauchte sein Name auch im Titel auf. Drehten sich die Abenteuer anfangs nur um Geschehnisse auf der Pferderennbahn, so gingen die beiden Titelhelden später auf Reisen, in denen sie unter anderem auf Pancho Villa trafen und am Ersten Weltkrieg teilnahmen. Bereits 1908 kommt es auch zu einer erfolglosen Kandidatur Mutts für das Amt des US-Präsidenten.

## Zeichner und Veröffentlichung
Erfinder und erster Zeichner war Bud Fisher. Am 15. November 1907 erschien auf der Sportseite des San Francisco Chronicle.zum ersten Mal sein Strip A. Mutt, der eine starke Ähnlichkeit mit dem wenige Jahre zuvor erschienenen Strip A. Piker Clerk von Clare Briggs aufwies. Fisher war so erfolgreich, dass er mit seinem Strip nach nur vier Wochen von William Randolph Hearsts San Francisco Examiner abgeworben wurde. Später wechselte Fisher, der sich frühzeitig die Rechte an dem Strip gesichert hatte, zum Wheeler Syndicate, was einen Rechtsstreit mit dem Hearst-Konzern nach sich zog, da Ed Mack von Hearst eingestellt wurde, um Mutt and Jeff weiter zu zeichnen. Nach Beendigung des für Fisher positiv ausgegangenen Rechtsstreits wurde Mack von Fisher eingestellt und erstellte in den 1920er-Jahren ein Großteil der Zeichnungen. Bereits recht früh hatte Fisher begonnen, seine Comics von Assistenten zeichnen zu lassen und diese nur noch zu signieren, da er wie seine Titelfigur gerne zu Pferderennen ging. 1914 wurde deshalb auch der Zeichner Myer Marcus alias Billy Liverpool angeheuert, um Fisher zu entlasten. Ein weiterer Assistent Fishers war der zu dieser Zeit noch weitgehend unbekannte George Herriman. Ebenso unbekannt war der noch junge Maurice Sendak, der in den 1940er-Jahren Fisher ebenfalls assistierte.
Der Zeichner Al Smith war ab 1932 Ghostzeichner für Fisher und löste Liverpool und Mack ab. Nach Fishers Tod im Jahr 1954 übernahm Smith den Comicstrip offiziell. Ihm assistierte in den 1950er- und 1960er-Jahren Joe Dennett. Im Jahr 1980 übernahm George Breisacher den Strip von Al Smith. Zwei Jahre später wurde der Comicstrip eingestellt.
Im Gegensatz zu vielen anderen erfolgreichen Comicstrips der damaligen Zeit blieb A. Mutt beziehungsweise Mutt and Jeff lange Zeit ohne Sonntagsseite; der Strip erschien nur an sechs Tagen in der Woche. Erst im Jahr 1918 wurde eine Sonntagsseite eingerichtet. Ab 1910 (nach anderen Angaben ab 1911) wurden in Zeitungen erschienene daily strips in Buchform nachgedruckt; Fisher erreicht mit Mutt and Jeff 23 verschiedene Bände.
Ab 1911 wurden zahlreiche Mutt-and-Jeff-Filme produziert, die meisten davon als Trickfilm. Insgesamt wurden über 300 Filme veröffentlicht. Bereits 1910 gab es die ersten Musicals und Bühnenshows.

## Rezeption
In dem 1922 erschienenen Roman Babbitt von Sinclair Lewis liest die Titelfigur Abenteuer von Mutt and Jeff. Andreas C. Knigge sieht Bud Fisher als denjenigen an, dem es gelang, mit Mutt and Jeff den daily strip zu etablieren. Für Franco Fossati liegen die Gründe für die Beliebtheit des Comics in den „einfachen Gags und einer gewollt paradoxen Komik“. Der Reiz der frühen Strips der Serie lag laut Marc Weidenbaum auch darin, dass die Leser mit Mutt den Nervenkitzel der Wette teilen und mit oder gegen ihn wetten konnten, da die Pferde tatsächlich starteten. Jeff als zweite Figur habe der Serie neues Leben verliehen, nachdem sich dieses ursprüngliche Konzept abgenutzt habe. Obwohl die Zeichnungen Fishers „krude und ungelenk“ gewesen seien, war der Comic so erfolgreich, dass „mutt'n'jeff“ als Bezeichnung für ein ungleiches Paar in den allgemeinen Sprachgebrauch des Englischen übergegangen sei.